# Frederick Christian
Frederick W. Christian (Burton upon Trent, Staffordshire, 1877 - 13 de maig de 1941) va ser un jugador de criquet anglès, que va competir a cavall del segle xix i el segle xx. El 1900 va prendre part en els Jocs Olímpics de París, on guanyà la medalla d'or en la competició de Criquet a XII com a integrant de l'equip britànic.